# Michaił Iwanow (piłkarz wodny)
Michaił Wladimirowicz Iwanow, ros. Михаил Владимирович Иванов (ur. 18 kwietnia 1958 w Moskwie) – radziecki piłkarz wodny. Dwukrotny medalista olimpijski.
Brał udział w dwóch igrzyskach (IO 80, IO 88), na obu zdobywał medale. W 1980 roku reprezentanci ZSRR triumfowali, osiem lat później zajęli trzecie miejsce. W 1982 roku został mistrzem świata. Dwukrotnie był złotym medalistą mistrzostw Europy (1983, 1985). Występował w barwach moskiewskiego Dynama.